# Калтаг (Аљаска)
Калтаг (енгл. Kaltag) град је у америчкој савезној држави Аљаска.

## Демографија
По попису из 2010. године број становника је 190, што је 40 (-17,4%) становника мање него 2000. године.
| Група             | 2000.      | 2010.     |
| Белци             | 29 (12,6%) | 11 (5,8%) |
| Афроамериканци    | 0 (0,0%)   | 0 (0,0%)  |
| Азијати           | 0 (0,0%)   | 0 (0,0%)  |
| Хиспаноамериканци | 0 (0,0%)   | 0 (0,0%)  |
| Укупно            | 230        | 190       |